# Mattan
Mattan é uma cidade no distrito de Anantnag, no estado indiano de Jammu e Caxemira.

## Demografia
Segundo o censo de 2001, Mattan tinha uma população de 6367 habitantes. Os indivíduos do sexo masculino constituem 52% da população e os do sexo feminino 48%. Mattan tem uma taxa de literacia de 54%, inferior à média nacional de 59,5%: a literacia no sexo masculino é de 66% e no sexo feminino é de 42%. Em Mattan, 12% da população está abaixo dos 6 anos de idade.